# قره‌تپه (ترکمن)
قره تپه روستایی در دهستان قره‌سو شرقی بخش سیجوال شهرستان ترکمن استان گلستان ایران است.

## جمعیت
بر پایه سرشماری عمومی نفوس و مسکن در سال ۱۳۹۵ جمعیت این مکان ۹۸۲ نفر (۲۸۱خانوار) بوده‌است.